# Neuropeltopsis alba
Neuropeltopsis alba är en vindeväxtart som beskrevs av Van Ooststr. Neuropeltopsis alba ingår i släktet Neuropeltopsis och familjen vindeväxter. Inga underarter finns listade i Catalogue of Life.